# Lotaringiai Mária monacói hercegné
Lotaringiai Mária (Párizs, 1674. augusztus 12. – Monaco, 1724. október 30.) monacói hercegné, II. Antal monacói herceg felesége.

## Testvérei
- Henrik (1661. november 15. – 1713. április 3.), Brionne későbbi grófja, aki 1689. december 23-án nőül vette Épinay-i Mária Magdolnát, akitől két gyermeke született, Lajos és Mária Lujza.
- Margit (1662. november 17. – 1730. december 16.), aki 1675. július 25-én, közvetítő útján hozzáment a 36 esztendős, özvegy Nuno Álvares Pereira de Melóhoz, Cadaval 1. hercegéhez, akivel 49 évig voltak házasok, s gyermekük is született.
- Franciska (1664. február 28. – ?), még csecsemőként meghalt
- Ferenc Armand (1665. február 13. – 1728. június 9.), Lotaringia lovagja, ő soha nem nősült meg, s később a royaumont-i apátság vezetője lett
- Kamill (1666. október 25. – 1715. november 6.), Chamilly grófja, soha nem nősült meg, s 49 éves korában hunyt el, a lunéville-i kastélyban
- Armanda (1668. július 8. – 1681), csak 13 évet élt, s nyilván valamilyen betegség következtében halt meg
- Izabella (1671. június 12. – ?), még csecsemőkorában meghalt
- Filippa (1673. június 29. – 1677), csak 4 évet élt, s nyilván valamiféle gyermekbetegség vitte el
- Lajos Alfonz (1675. augusztus 24. – 1704. augusztus 24.), Armagnac tartomány végrehajtója, sosem nősült meg, s a vélez-málagai csatában esett el
- Sarolta (1678. május 6. – 1757. január 21.), soha nem ment férjhez
- Anna Mária (1680. szeptember 29. – 1712. december 19.), Monacóban halt meg
- Marguerite (1681. július 20. – ?), ő is ugyancsak még csecsemőként meghalt
- Károly (1684. február 22. – 1751. december 29.), Armagnac grófja, aki 1717-ben feleségül vette a 13 éves Noailles Franciska Adelheid hercegnőt, ám négy év múlva elváltak, mivel nem született gyermekük.

## Élete
Lotaringiai Lajos armagnaci gróf és Neufville-i Katalin villeroy-i hercegnő hatodik leánya és kilencedik gyermeke. A szülők 1660-ban keltek egybe.
Apai nagyszülei: Lotaringiai Henrik harcourt-i gróf és Cambout-i Margit Filippa
Anyai nagyszülei: Neufville-i Miklós (Villeroy 1. hercege) és Blanchefort-Créquy Magdolna
1688. június 8-án írták alá Mária és vőlegénye, a 27 esztendős II. (Grimaldi) Antal valentinois-i herceg házassági szerződését, az esküvőre pedig öt nap múlva került sor, a szertartást maga Pierre du Cambout de Coislin celebrálta, a versailles-i királyi kápolnában. A házassági szerződés értelmében XIV. Lajos francia király a Grimaldi-házat hivatalos, külföldi hercegi rangra emelte a királyi udvarnál. (Ez a királyi kegy elsősorban annak volt köszönhető, hogy Antal édesanyja, Gramont-i Katalin Sarolta XIV. Lajos egyik szeretője volt, mielőtt még férjhez ment volna.) Az akkori udvari pletykák szerint Maintenon asszony (az uralkodó ágyasa 1688-ban) attól félt, hogy a király majd Máriával is viszonyt fog kezdeményezni. Ezzel ellentétben Maintenon asszony állítólag egy levélben úgy jellemezte Máriát, hogy „a királyság egyik legszimpatikusabb hölgye”.
Rouvroy-i Lajos, Saint-Simon hercege így írt Máriáról az emlékirataiban: „Valentinois hercegné maga a gyermeki bűbáj… habár szülei túlzott szeretete eléggé elrontotta őt, akárcsak az udvaroncok tolakodó figyelme, akik nap mint nap vele voltak, míg férjhez nem ment… [A gyönyörű leányokat] nagyon vonzották a fiatal, díszes kinézetű ifjak.” Madame La Fayette úgy nyilatkozott a hercegnéről, hogy „őt egyáltalán nem könnyű elcsábítania egy férfinak, ellentétben a királyság többi kacér hölgyével”.
1692-ben Mária hitvese katonai szolgálatot teljesített, s erre az időre az asszonyt Monacóba küldte, nem sokkal később pedig a herceg is csatlakozott nejéhez. Nagy botrányt okozott, amikor Mária azt állította, hogy apósa megpróbálta őt a szeretőjévé tenni, ezért a hercegné engedélyt kért XIV. Lajostól, hogy visszatérhessen Párizsba, ami 1693-ban meg is történt. A következő négy esztendőt Mária és Antal ott töltötték, s csak 1697-ben tértek vissza Monacóba. Miután 1708-ban, a hatodik leánygyermek születése után világossá vált, hogy Mária már nem fog fiút szülni Antalnak, a herceg különféle szerelmi kalandokba keveredett, s több törvénytelen gyermeke is született, több asszonytól. 1701-ben meghalt Mária apósa, így hitvese lett Monaco következő uralkodóhercege. A hercegi pár 1712-ig ott élt, s bár házasságuk boldogtalan volt, békében éltek egymás mellett. Azonban az utolsó években már különváltan éltek, Antal a Giardinetto nevű házában, melyet akkori szeretőjének, Montespan kisasszonynak építtetett, Mária pedig a Mon Desert nevű rezidenciájában.
A hercegné élete utolsó éveit visszavonultan töltötte, s gyakran tért vissza a francia királyi udvarba. A monacói hercegi palotában hunyt el, ám előbb még megszervezhette két életben maradt leánya, Lujza Hippolita és Margit esküvőjét. Máriát a monacói Szent Miklós-katedrálisban helyezték végső nyugalomra. 1731-ben meghalt az asszony özvegye, Antal herceg, a miniállam trónján legidősebb leánya, Lujza Hippolita követte őt. Lujza 1715-ben hozzáment a 25 éves Goyon Jakab Ferenc matignon-i grófhoz, aki I. Jakab mocaói herceg néven felesége társuralkodója lett. Az ő leszármazottjuk a ma uralkodó II. Albert monacói herceg.

## Gyermekei
Mária hat leányt szült férjének házasságuk 36 éve alatt:
- Katalin Sarolta (1691. október 7. – 1696. június 18.), haláláig Monaco első számú trónörököse
- Lujza Hippolita (1697. november 10. – 1731. december 29.), nővére, Katalin halála után ő lett a hercegi trón várományosa, s 1715. október 20-án hozzáment Jacques François Goyon grófhoz, akinek 8 gyermeket szült frigyük 16 éve alatt, hat fiút (Antal Károly, Honoré Kamill, Károly Ágost, Jakab, Ferenc Károly és Károly Móric) és két leányt (Sarolta Teréz Natália és Lujza Franciska). 1731. február 20-án Lujza nőként saját jogán lett Monaco uralkodóhercegnője apja halála után. Társuralkodóként férje, I. Jakab kormányozta vele együtt a miniállamot, 10 hónapon keresztül. Anyja halálakor a trónörökös, Honoré Kamill csupán 11 éves volt, s anyai nagyapja, II. Antal törvénytelen fia, Antoine Grimaldi (Grimaldi lovagja) lett az ország régense, 1732. május 20. és 1784. november 28. között, amíg Jakab és Honoré Párizsban kényszerült élni.
- Erzsébet Sarolta (1698. november 3. – 1702. augusztus 25.), haláláig ő volt a valentinois-i hercegi cím várományosa
- Margit Kamilla (1700. május 1. – 1758. április 27.), más néven Carlades úrnője, ő 1720. április 16-án nőül ment Gand-Vilain Lajoshoz, Isenghien hercegéhez
- Mária Devóta (1702. március 15. – 1703. október 24.), más néven Baux úrnője
- Mária Paulina Teréza (1708. október 23. – 1726. május 20.), más néven Chabreuil úrnője, ő soha nem ment férjhez